# Lista de clubes de futebol do Espírito Santo
Esta é uma lista de clubes de futebol do Espírito Santo:

## Campeonato Capixaba de 2021
Estes são os clubes que disputam o Campeonato Capixaba de 2021 - Série A:
| Clube                  | Cidade                  |
| ---------------------- | ----------------------- |
| Desportiva Ferroviária | Cariacica               |
| Estrela do Norte       | Cachoeiro de Itapemirim |
| Pinheiros-ES           | Pinheiros               |
| Real Noroeste          | Águia Branca            |
| Rio Branco-ES          | Vitória                 |
| Rio Branco VN          | Venda Nova do Imigrante |
| São Mateus             | São Mateus              |
| Serra                  | Serra                   |
| Vilavelhense           | Vila Velha              |
| Vitória-ES             | Vitória                 |

## Campeonato Capixaba de 2021 - Série B
Estes são os clubes que disputam o Campeonato Capixaba de 2021 - Série B:
| Clube                       | Cidade       |
| --------------------------- | ------------ |
| Aster Brasil                | Vitória      |
| Atlético Itapemirim         | Itapemirim   |
| Capixaba                    | Vargem Alta  |
| Castelo                     | Castelo      |
| CTE - Colatina              | Colatina     |
| Forte Rio Bananal           | Rio Bananal  |
| GEL                         | Serra        |
| Nova Venécia                | Nova Venécia |
| Porto Vitória Futebol Clube | Vitória      |
| Sport-ES                    | Serra        |

## Outros clubes do Espírito Santo
Esta é a lista dos clubes ativos, licenciados ou extintos que não participam das Séries A e B do Campeonato Capixaba em 2021.
- 1500 (Ibatiba)
- 3 de Maio (Vitória)
- AA Colatina (Colatina)
- América de Linhares (Linhares)
- América de Vitória (Vitória)
- Americano (Vitória)
- Alegrense (Alegre)
- Alfredense (Alfredo Chaves)
- Alfredo Chaves (Alfredo Chaves)
- Araguaia Aracruz (Aracruz)
- Atlético Colatinense (Colatina)
- Atlético de Jerônimo Monteiro (Jerônimo Monteiro)
- Atlético Linharense (Linhares)
- Barrense (Barra de São Francisco)
- Barroso (Vitória)
- Bom Jesus (Bom Jesus do Norte)
- Botafogo Veneciano (Nova Venécia)
- Cachoeiro (Cachoeiro do Itapemirim)
- Canário (Pedro Canário)
- Capixaba de Guaçuí (Guaçuí)
- Caxias (Vitória)
- Colatina (Colatina)
- Comercial de Alegre (Alegre)
- Comercial de Castelo (Castelo)
- Comercial de Muqui (Muqui)
- Centenário (Vitória)
- Conilon (Jaguaré)
- Colatinense (Colatina)
- Doze (Vitória)
- Espírito Santo (Vitória)
- Estrela de Cachoeiro (Cachoeiro de Itapemirim)
- Ferroviária de João Neiva (João Neiva)
- Floriano (Vitória)
- Glória (Vila Velha)
- Guanduense (Baixo Guandu)
- Guarapari (Guarapari)
- Ibiraçu (Ibiraçu)
- Industrial (Linhares)
- Industrial de Santa Maria de Jetibá (Santa Maria de Jetibá)
- Ipiranga (Afonso Cláudio)
- Iunense (Iúna)
- Jaguaré (Jaguaré)
- Leão de São Marcos (Nova Venécia)
- Leopoldina Railway (Vila Velha)
- Linhares EC (Linhares)
- Linhares FC (Linhares)
- Locomotivo (Sport Club Locomotivo)
- Mariano (Aracruz)
- Matheense (São Mateus)
- Mimosense (Mimoso do Sul)
- Moscoso (Vitória)
- Muniz Freire (Muniz Freire)
- Muqui (Muqui)
- Araguaia ("Dist. Araguaia")
- Nacional (Itaguaçu)
- Nova Venécia (Nova Venécia)
- Ordem e Progresso (Bom Jesus do Norte)
- Ouro Branco (Cachoeiro do Itapemirim)
- Praiano (Conceição da Barra)
- Porto Vitória (Vitória)
- Real Madri (Colatina)
- Riachuelo (Aracruz)
- Rio Bananal (Rio Bananal)
- Rio Branco de Alegre (Alegre)
- Rio Pardo (Iúna)
- Santa Teresa (Santa Teresa)
- Santo Antônio (Vitória)
- Santos (Barra de São Francisco)
- Santos de Aribiri (Vila Velha)
- São Christovam (Vitória)
- São Gabriel (São Gabriel da Palha)
- São Geraldo (Serra)
- São João (Vitória)
- São Silvano (Colatina)
- Senta a Púa (Castelo)
- Santo Agostinho (Cachoeiro do Itapemirim)
- Sul América (Conceição da Barra)
- Tupy (Vila Velha)
- União (Divino de São Lourenço)
- União Colatinense (Colatina)
- Unidos de Calçado (São José do Calçado)
- Uruguaiano (Vitória)
- Vale do Rio Doce (Vitória)
- Vargem Alta (Vargem Alta)
- Veneciano (Nova Venécia)
- Viminas (Vitória)
- Vila Nova-ES (Vila Velha)
- Vila Nova de Colatina (Colatina)
- Ypiranga (Marataízes)
- Ypiranga de Mimoso do Sul (Mimoso do Sul)